# Parata d'eroi
La Parata d'eroi o Parata degli eroi è una marcia militare italiana composta dal maestro Francesco Pellegrino.
Composta nel 1940 con il nome di Parata legionaria, dopo la seconda guerra mondiale ha assunto l'attuale denominazione. Ricca di vena, di ritmo e di epica, è una fra le più note marce militari italiane. È sovente suonata anche nel corso di cerimonie e manifestazioni civili, come i festeggiamenti per la Festa della Repubblica.
È nota anche all'estero anche con le denominazioni di Le Défilé des Héros e Heroes Parade.
Sulle sue note si sono formate intere generazioni di appartenenti alle Forze Armate e alle Forze di Polizia. Anche se molto conosciuta non è la Marcia d'Ordinanza dell'Esercito Italiano, che invece è 4 Maggio, di Fulvio Creux, ex direttore della Banda dell'Esercito Italiano.